# Cortland megye
Cortland megye az Amerikai Egyesült Államokban, azon belül New York államban található. Megyeszékhelye és legnagyobb városa Cortland. Lakosainak száma 46 809 fő (2020. április 1.). Cortland megye Onondaga, Tioga, Chenango, Broome, Madison, Tompkins és Cayuga megyékkel határos.

## Népesség
A megye népességének változása:
| Lakosok száma | 8869 | 23 791 | 25 140 | 26 294 | 25 825 | 27 576 | 49 254 | 49 544 | 48 976 | 46 809 |
|               | 1810 | 1830   | 1850   | 1860   | 1880   | 1900   | 2010   | 2011   | 2013   | 2020   |